# 1867 год в литературе

## Книги
- «Легенда об Уленшпигеле и Ламме Гудзаке, об их доблестных, забавных и достославных деяниях во Фландрии и других краях» / «La legende et les aventures heroiques, joyeuses et glorieuses d’Ulenspiegel et de Lamme Goedzak au pays de Flandres et ailleurs» Шарля де Ко́стера.
- «Василиса Мелентьева» — пьеса Александра Островского и Степана Гедеонова.
- «Глумовы» — роман Фёдора Решетникова (отдельным изданием вышел в 1880 году).
- «Дело под № 113» (Le Dossier No. 113) — детективный роман Эмиля Габорио.
- «Дым» — роман Ивана Тургенева.
- «Знаменитая скачущая лягушка из Калавераса» — сборник рассказов Марка Твена.
- «Очерки обозной жизни» — очерки Фёдора Решетникова.
- «Пер Гюнт» — пьеса Генрика Ибсена (первая публикация).
- «Преступление в Орсивале» (Le Crime d’Orcival) — детективный роман Эмиля Габорио.
- «Расточитель» — пьеса Николая Лескова.

## Родились
- 16 января — Викентий Викентьевич Вересаев (настоящая фамилия Смидович), русский советский писатель (умер в 1945).
- 18 января — Рубен Дарио (Rubén Darío, настоящее имя Félix Rubén García Sarmiento), латиноамериканский поэт (умер в 1916).
- 9 февраля — Нацумэ Сосэки, выдающийся японский писатель, во многом определивший путь развития современной японской литературы (умер в 1916).
- 15 февраля — Николай Александрович Энгельгардт, русский писатель, поэт, публицист, литературный критик (умер в 1942).
- 18 февраля – Гедвига Куртс-Малер, немецкая писательница (умерла в 1950).
- 3 мая — Валер Жиль, бельгийский поэт (умер в 1950).
- 7 мая — Владислав Реймонт (настоящая фамилия Реймент, Władysław Stanisław Reymont), польский писатель, лауреат Нобелевской премии по литературе (1924 (умер в 1925).
- 8 мая — Маргарет Бёме, немецкая писательница (умерла в 1939).
- 16 июня — Константин Дмитриевич Бальмонт, русский писатель, поэт-символист (умер в 1942).
- 28 июня — Луиджи Пиранделло (Luigi Pirandello), итальянский писатель и драматург, лауреат Нобелевской премии по литературе 1934 года (умер в 1936).
- 14 августа —  Артур Оппман, польский поэт (умер 1931).
- 7 сентября — Камилу де Алмейда Песанья, португальский поэт (умер в 1926).
- 9 ноября – Шримад Раджчандра, индийский поэт (умер в 1901).
- 5 декабря — Антти Аматус Аарне (Antti Amatus Aarne), финский фольклорист (умер в 1925).
- 9 декабря — Леон Ксанроф, французский поэт и драматург (умер в 1953).
- 16 декабря — Кое Одзаки (яп. 尾崎紅葉) известный японский писатель и поэт (умер в 1903)

## Умерли
- 21 апреля — Ксенофонт Алексеевич Полевой, русский литературный критик, журналист, книгоиздатель (родился в 1801).
- 12 мая — Дмитрий Иванович Коптев, русский поэт и переводчик (родился в 1820).
- 27 июля — Зедергольм, Карл Альбертович, русский писатель, поэт и переводчик (род. в 1879).
- 31 августа — Шарль Бодлер (Charles Baudelaire), французский поэт, литературный критик и переводчик (родился в 1821).
- 19 ноября – Фитц Грин Галлек, американский поэт (род.1790).
- 24 декабря — Николай Иванович Греч, русский издатель, редактор, журналист, публицист, беллетрист, филолог, переводчик (родился в 1787).